# Aldgate Station
Aldgate Station er en London Underground-station beliggende i Aldgate i City of London.
Stationen er på Circle line mellem Tower Hill og Liverpool Street. Det er også den østlige endestation på Metropolitan line. Den er i takstzone 1.
Spor 1 og 4 på Aldgate er de eneste to perronspor i netværket, der udelukkende er betjent af Circle line. Der er dog 2 yderligere perronspor der primært benyttes af Circle line-tog: spor 2 på Gloucester Road og spor 2 på Edgware Road, men disse kan benyttes af District line-tog, hvis det er nødvendigt (fx i forbindelse med sporarbejde). Alle andre Circle line-perronspor er delt med District, Metropolitan og/eller Hammersmith & City lines. Syd for denne station, kan District line-tog ses, når de kører til Tower Hill eller Embankment. Mod nord kan Hammersmith & City line-tog ses, divergere væk for at tilslutte sig District line på Aldgate East.

## Historie
Stationen blev åbnet den 18. november 1876, og den sydgående forlængelse til Tower Hill åbnede den 25. september 1882, hvilket færdiggjorde ringen, der dannes af Circle line. Tog fra Aldgate kørte oprindeligt meget længere mod vest end i dag, og nåede så langt væk som Richmond, og tog kørte også tidligere fra Aldgate til Hammersmith (nu kører Hammersmith & City line udenom stationen). Den blev først endestation for Metropolitan line i 1941. Førhen fortsatte Metropolitan-tog til den sydlige endestation på East London Line. Stationen blev slemt beskadiget af tyske bomber under 2. verdenskrig.
I 2005 blev en af de fire bomber i terrorangrebet i London detoneret kl. 8:49 af Shehzad Tanweer på et Circle line-tog, der havde forladt Liverpool Street og var tæt på Aldgate. Syv pendlere blev dræbt i eksplosionen: Anne Moffatt (46), Lee Baisden (34), Benedetta Ciaccia (30), Richard Ellery (22), Richard Gray (41), Carrie Louise Taylor (24) og Fiona Stevenson (29). Af de stationer, der var påvirket af bomberne, var Aldgate den første, der genåbnede, da politiet overgav kontrolen på stedet til London Underground efter den omfattende søgning for beviser. Da den beskadigede tunnel var blevet repareret af Metronet-ingeniører, blev banen genåbnet.

## I litteraturen
Aldgate Station har en vigtig rolle i Sherlock Holmes-historien Bruce-Partington Planerne (udgivet i antologien His Last Bow).

## Transportforbindelser
Aldgate Station ligger i gåafstand fra Fenchurch Street Station, der betjenes af tog kørt af c2c.
London buslinjerne 15, 25, 40, 42, 67, 78, 100, 115, 135, 205, 254 og natlinjerne N15, N253, 550 og 551 standser alle nær stationen.

## Betjeningsmønster
- 6 tog pr. time til Uxbridge (Metropolitan line)

Tog til Amersham, Chesham og Watford begynder kun fra Aldgate i myldretiderne. Udenfor myldretiderne afgår disse tog fra Baker Street.
- 6 tog pr. time til Edgware Road via Embankment (Circle line)
- 6 tog pr. time til Hammersmith via Liverpool Street (Circle line)

Tidligt om morgenen og sent om aftenen ender nogle Hammersmith & City line-tog her, hvorfra de kører tilbage til Hammersmith.